# Houmous
Ne doit pas être confondu avec Humus.
Le houmous  ou  hommos (en arabe : حمص / ḥummuṣ ; prononciation levantine : [ˈħɔmmɔsˤ] ; en hébreu : חומוס ; en arménien : համուս) est une préparation culinaire du Proche-Orient, composée notamment de purée de pois chiches et de tahini (purée de sésame). Il s'agit d'un plat typique de la cuisine arabe, juive, arménienne et levantine.
Cette préparation est d'origine très disputée : au moins sept pays se considèrent comme la mère patrie du houmous et la « guerre du houmous » est régulièrement relayée par la presse. Elle est également exportée pour être consommée en Europe ou en Amérique.

## Étymologie
Le terme « houmous » signifie « pois chiche » en arabe (الحمص) et en hébreu (חומוס). Le nom complet de la purée de pois chiches à la crème de sésame est حمص بطحينة (ḥummuṣ bi-ṭaḥīna ; à ne pas confondre avec la balila (ar), aussi appelée حمص بليلة / ḥummuṣ balīla). Ce mot se trouve transcrit en français de manière variable (« hommos », « hoummous », « houmos », « oumos », « humus », « hummus », etc.).

## Origine
Le pois chiche sauvage est endémique au Croissant fertile et sa culture a donc commencé dans cette région. Les plus vieilles preuves archéologiques de la domestication de ce légume sont datées à 9 900 à 9 500 ans avant le présent. Les premières mentions du plat datent du VIIe siècle av. J.-C. en Mésopotamie. La forme moderne du houmous serait apparue dans l'Empire ottoman durant le XVe siècle.
Le pays d'origine du houmous est donc inconnu, mais au moins huit pays sont candidats, le Liban, Palestine/Israël sont les plus actifs sur le sujet, mais également la Grèce, la Turquie, la Jordanie, la Syrie et l'Égypte. La « guerre du houmous » est régulièrement relayée par la presse. Un documentaire y est d'ailleurs consacré.

## Intérêt nutritionnel
Le houmous contient des pois chiches qui, comme toutes les légumineuses, apportent des protéines végétales. Le sésame fournit un apport de méthionine, un des huit acides aminés essentiels.
C'est un aliment également riche en fibres, et sa matière grasse est principalement mono-insaturée.

## Préparation

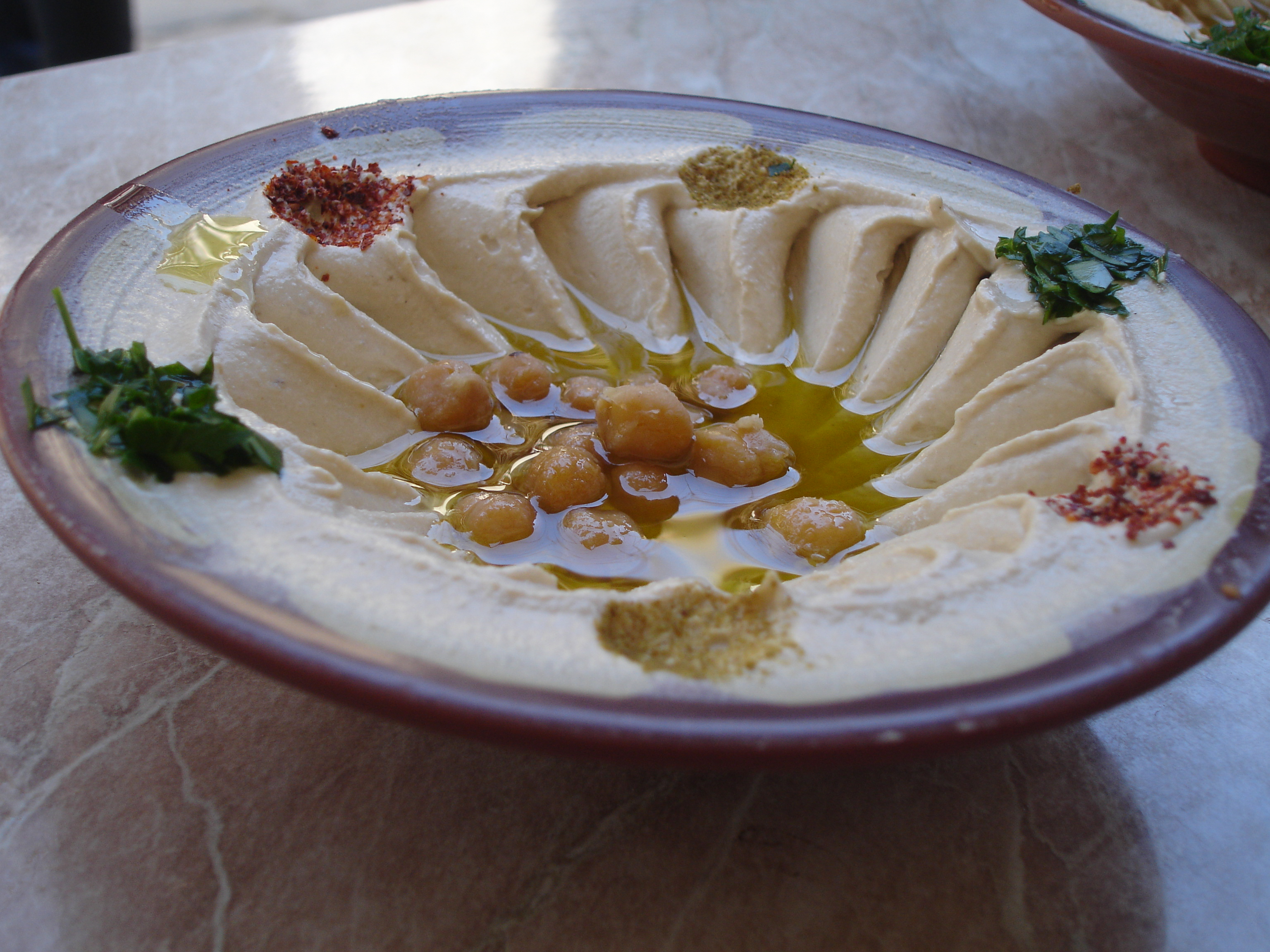
Houmous décoré.

Les pois chiches, après être réduits en purée très fine, sont mélangés au tahini. La purée onctueuse est assaisonnée à l'aide d'ail écrasé, de sel et de jus de citron.
Le houmous est présenté avec de l'huile d'olive, sur laquelle on saupoudre généralement du cumin en poudre et du piment d'Alep. Il est également commun de décorer le plat de persil, de pois chiches, ou de petits dés de tomates.
Une préparation d'aspect proche composée d'aubergines s'appelle le baba ganousch.